# Stein Erik Bye
Stein Erik Bye (...) è un ex sciatore alpino norvegese.

## Biografia
Specialista delle prove tecniche, Bye ai Campionati norvegesi vinse la medaglia di bronzo nello slalom gigante e nello slalom speciale nel 1975 e la medaglia d'argento nello slalom gigante nel 1977; non prese parte a rassegne olimpiche e non ottenne piazzamenti di rilievo in Coppa del Mondo o ai Campionati mondiali.

## Palmarès

### Campionati norvegesi
- 3 medaglie:
  -  1 argento (slalom gigante nel 1977)
  -  2 bronzi (slalom gigante[senza fonte], slalom speciale[1] nel 1975)